# Ruben Aguilar
Ruben Aguilar (Grenoble, 23 aprile 1993) è un calciatore francese, difensore del Lens.

## Biografia
Figlio di padre spagnolo, originario di Santa Cruz de Tenerife, e madre francese.
Nell'ottobre 2017 è stato oggetto di un curioso malinteso: il commissario tecnico della Bolivia lo ha convocato in nazionale, poiché sul videogioco manageriale Football Manager risultava erroneamente in possesso del doppio passaporto francese e boliviano.

## Caratteristiche tecniche
Terzino destro di corsa e temperamento, predilige giocare da esterno in un sistema difensivo a cinque.

## Carriera

### Club

#### Grenoble e Auxerre
Cresce nel settore giovanile del Grenoble. Nel 2011 passa al vivaio del Saint-Étienne, da cui viene scartato dopo due anni. Fa quindi ritorno al Grenoble, dove completa il suo apprendistato ed esordisce in prima squadra.
Nell'estate 2014 firma con l'Auxerre. Il 1º agosto esordisce nel campionato di Ligue 2, disputando per intero la partita vinta 2-0 sul Le Havre. Vince la concorrenza con Castelletto ed è titolare anche in Coppa di Francia, dove l'Auxerre arriva fino alla finale in cui è sconfitto di misura dal Paris Saint-Germain. Disputa con la maglia dell'Auxerre le due stagioni successive.

#### Montpellier
Il 23 maggio 2017 firma un contratto annuale con il Montpellier. Esordisce il Ligue 1 il 12 agosto, subentrando nell'ultimo quarto d'ora a Camara nella trasferta persa 1-0 a Tolosa. Riesce a imporsi quasi subito tra i titolari, raccogliendo ben 31 presenze nel primo anno in massima serie, e venendo nominato miglior giocatore dell'anno dai tifosi orange.
Rinnovato il contratto, nella seconda stagione trova il primo gol in carriera, realizzato il 22 dicembre 2018 nel pareggio (1-1) contro l'Olympique Lione. Il Montpellier chiude il campionato al sesto posto, miglior piazzamento degli orange nelle ultime sette stagioni.

#### Monaco
Il 6 agosto 2019 è annunciato il suo passaggio per 8 milioni al Monaco, con cui firma un quinquennale.
Nel novembre 2019, nel match di campionato contro il Saint-Etienne, nel corso dell'ultimo minuto di gioco,viene espulso grazie alla prova video del VAR; in questa occasione, abbandonando il campo, prende a calci lo schermo del VAR usato dal direttore di gara per la sua decisione, distruggendolo.

### Lens
Dopo il quinquennale, entra a far parte del Lens. Segna il primo gol per il club contro il Brest appena venuta dalla Ligue 2.

### Nazionale
L'11 novembre 2020 fa il suo debutto in nazionale nell'amichevole persa 0-2 contro la Finlandia.

## Statistiche

### Presenze e reti nei club
Statistiche aggiornate al 27 ottobre 2023
| Stagione           | Squadra            | Campionato         | Campionato | Campionato | Coppe nazionali | Coppe nazionali | Coppe nazionali | Coppe continentali | Coppe continentali | Coppe continentali | Altre coppe | Altre coppe | Altre coppe | Totale | Totale | Totale |
| Stagione           | Squadra            | Comp               | Pres       | Reti       | Comp            | Pres            | Reti            | Comp               | Pres               | Reti               | Comp        | Pres        | Reti        | Pres   | Reti   |        |
| ------------------ | ------------------ | ------------------ | ---------- | ---------- | --------------- | --------------- | --------------- | ------------------ | ------------------ | ------------------ | ----------- | ----------- | ----------- | ------ | ------ | ------ |
| 2013-2014          | Grenoble           | CFA                | 16         | 0          | CF+CdL          | 4+0             | 0               |                    | -                  | -                  |             | -           | -           | 20     | 0      |        |
| 2014-2015          | Auxerre            | L2                 | 29         | 0          | CF+CdL          | 7+3             | 0               |                    | -                  | -                  |             | -           | -           | 39     | 0      |        |
| 2015-2016          | Auxerre            | L2                 | 22         | 0          | CF+CdL          | 1+0             | 0               |                    | -                  | -                  |             | -           | -           | 23     | 0      |        |
| 2016-2017          | Auxerre            | L2                 | 30         | 0          | CF+CdL          | 5+1             | 1+0             |                    | -                  | -                  |             | -           | -           | 36     | 1      |        |
| Totale Auxerre     | Totale Auxerre     | Totale Auxerre     | 81         | 0          |                 | 17              | 1               |                    | -                  | -                  |             | -           | -           | 98     | 1      |        |
| 2017-2018          | Montpellier        | L1                 | 31         | 0          | CF+CdL          | 3+4             | 0               |                    | -                  | -                  |             | -           | -           | 38     | 0      |        |
| 2018-2019          | Montpellier        | L1                 | 29         | 1          | CF+CdL          | 1+0             | 0               |                    | -                  | -                  |             | -           | -           | 30     | 1      |        |
| Totale Montpellier | Totale Montpellier | Totale Montpellier | 60         | 1          |                 | 8               | 0               |                    | -                  | -                  |             | -           | -           | 68     | 1      |        |
| 2019-2020          | Monaco             | L1                 | 19         | 0          | CF+CdL          | 2+2             | 0+1             |                    | -                  | -                  |             | -           | -           | 23     | 1      |        |
| 2020-2021          | Monaco             | L1                 | 33         | 1          | CF              | 5               | 1               | -                  | -                  | -                  | -           | -           | -           | 38     | 2      |        |
| 2021-2022          | Monaco             | L1                 | 28         | 0          | CF              | 3               | 0               | UCL+UEL            | 2+6                | 0                  | -           | -           | -           | 39     | 0      |        |
| 2022-2023          | Monaco             | L1                 | 20         | 0          | CF              | 1               | 0               | UCL+UEL            | 0+2                | 0                  | -           | -           | -           | 23     | 0      |        |
| ago.-set.2023      | Monaco             | L1                 | 0          | 0          | CF              | 0               | 0               |                    |                    |                    | -           | -           | -           | 0      | 0      |        |
| Totale Monaco      | Totale Monaco      | Totale Monaco      | 100        | 1          |                 | 16              | 2               |                    | 10                 | 0                  |             | -           | -           | 125    | 3      |        |
| set.2023-2024      | Lens               | L1                 | 5          | 0          | CF              | 0               | 0               | UCL                | 1                  | 0                  |             | -           | -           | 6      | 0      |        |
| Totale carriera    | Totale carriera    | Totale carriera    | 262        | 2          |                 | 45              | 2               |                    | 11                 | 0                  |             | -           | -           | 316    | 4      |        |

### Cronologia presenze e reti in nazionale
| Cronologia completa delle presenze e delle reti in nazionale ― Francia | Cronologia completa delle presenze e delle reti in nazionale ― Francia | Cronologia completa delle presenze e delle reti in nazionale ― Francia | Cronologia completa delle presenze e delle reti in nazionale ― Francia | Cronologia completa delle presenze e delle reti in nazionale ― Francia | Cronologia completa delle presenze e delle reti in nazionale ― Francia | Cronologia completa delle presenze e delle reti in nazionale ― Francia | Cronologia completa delle presenze e delle reti in nazionale ― Francia |
| Data                                                                   | Città                                                                  | In casa                                                                | Risultato                                                              | Ospiti                                                                 | Competizione                                                           | Reti                                                                   | Note                                                                   |
| ---------------------------------------------------------------------- | ---------------------------------------------------------------------- | ---------------------------------------------------------------------- | ---------------------------------------------------------------------- | ---------------------------------------------------------------------- | ---------------------------------------------------------------------- | ---------------------------------------------------------------------- | ---------------------------------------------------------------------- |
| 11-11-2020                                                             | Saint-Denis                                                            | Francia                                                                | 0 – 2                                                                  | Finlandia                                                              | Amichevole                                                             | -                                                                      | 71’                                                                    |
| Totale                                                                 |                                                                        | Presenze                                                               | 1                                                                      |                                                                        | Reti                                                                   | 0                                                                      |                                                                        |